# Iglesia de San Cristóbal (Rapaz)
La Iglesia San Cristóbal de Rapaz es la principal iglesia en la ciudad homónima, distrito de Oyón, provincia de Oyón, región Lima en Perú. Fue declarada Patrimonio Cultural de la Nación el 26 de junio de 1987.
Es considerada una de las iglesias mejor conservadas que se establecieron por las misiones coloniales católicas en el Valle de Oyón. Es descrito como de estilo Barroco Rural Andino. Alberga en el interior 27 murales. Los trabajos combinan lo indígena con referencias precolombinas y tradiciones cristianas. La construcción de adobe con vigas de madera están pintadas con motivos religiosos y paganos.